# Naftalan Ivanić-Grad
Naftalan je lječilište i specijalna bolnica za kožne i reumatske bolesti koja se nalazi u Ivanić-Gradu u Zagrebačkoj županiji.
Lječiliše Naftalan je jedinstveno u Europi kao prirodni izvor ljekovite nafte ili naftalana po kojemu je ovo lječilište dobilo naziv,  te je ovo drugo takvo nalazište u svijetu, a jedino u Europi.
Specijalna bolnica za medicinsku rehabilitaciju Naftalan iz Ivanić-Grada bavi se liječenjem upalnih reumatskih bolesti (reumatidnog i psorijatičnog artritisa), bolesti zglobova i kralježnice te kožnih bolesti (psorijaze i neurodermitisa). Vrhunski stručnjaci, ulje naftalan te brojne terapije i programi razlog su povjerenja brojnih vjernih posjetitelja iz Hrvatske i inozemstva. Uz lječilišni program, Specijalna bolnica idealna je za spa i welness rekreaciju, a neposredna blizina glavnog grada Hrvatske posebno privlači brojne Zagrepčane u Naftalan.
Naftalan danas raspolaže s ukupno 135 kreveta, od čega 26 kreveta višeg smještajnog nivoa. Zahvaljujući kvalitetnim smještajnim jedinicama i blagodatima mineralnog ulja naftalan Specijalna bolnica poznata je u Europi i šire te privlači posjetitelje iz nordijskih zemalja, Njemačke, Rusije te brojnih drugih. U skorije vrijeme očekuje se i proširenje kapaciteta bolnice kroz izgradnju novog objekta čime bi se kapacitet povećao na ukupno 250. Nakon izgradnje novog dijela, bolnica će se moći još više otvoriti stranim pacijentima zbog povećanja mogućeg prihvata.

## Ivalan Terme
Ivalan Terme je tvrtka kćer Specijalne bolnice za medicinsku rehabilitaciju Naftalan iz Ivanić-Grada. Bave se razvojem, proizvodnjom i prodajom preparata iz naftalana. Za sada u svojoj ponudi imaju dva osnovna preparata - Naftalan kremu i Naftalan ulje. U obliku prirodnih preparata proizvode i prodaju Naftalan sapun i Naftalan kruti šampon. U planu je širenje palete proizvoda, s ciljem razvoja cjelovite kozmetičke linije za problematičnu i bolesnu kožu. Sada već izvoze svoje preparate u sve skandinavske zemlje, a u dogovorima je i značajno širenje tržišta.

## Naftalan
Naftalan, zemno mineralno ulje, svrstavamo u prirodne ljekovite činitelje. Prirodni ljekoviti činitelji koriste se od davnina u očuvanju zdravlja i sprečavanju bolesti, a isto tako u liječenju već nastalih bolesti i oštećenja.
Do sada su u svijetu poznata samo dva nalazišta naftenske nafte: u Azerbajdžanu te u Ivanić-Gradu. Naftenska nafta je nastala iz biološkog, organskog materijala taloženjem ostataka uginulih mikroorganizama Uporaba naftalana seže unazad 600-700 godina. Poznati svjetski putnik Marco Polo daje jedan od prvih zapisa o ljekovitosti naftalana.

## Terapije naftalanom
U lječilištu se naftalan koristi terapijski za:
- na rast i razvoj stanica koža
- reumatoidni artritis
- psorijatički artritis
- ankilozantni spondilitis
- naftalanoterapija
- protuupalno

## Vanjske poveznice
- Službene stranice